# Анизиу-ди-Абреу

Анизиу-ди-Абреу на карте штата.

Анизиу-ди-Абреу (порт. Anísio de Abreu) — муниципалитет в Бразилии, входит в штат Пиауи. Составная часть мезорегиона Юго-запад штата Пиауи. Входит в экономико-статистический микрорегион Сан-Раймунду-Нонату. Население составляет 9098 человек на 2010 год. Занимает площадь 337,877 км². Плотность населения — 26,93 чел./км².

## Демография
Согласно сведениям, собранным в ходе переписи 2010 г. Национальным институтом географии и статистики (IBGE), население муниципалитета составляет:
| Полное население                               | Полное население                               | Полное население                               | Полное население                               | 9098  |
| ---------------------------------------------- | ---------------------------------------------- | ---------------------------------------------- | ---------------------------------------------- | ----- |
| в том числе:                                   | Городское население                            | 4503                                           | Процент городского населения, %                | 49,49 |
|                                                | Сельское население                             | 4595                                           | Процент сельского населения, %                 | 50,51 |
|                                                | Мужское население                              | 4642                                           | Процент мужского населения, %                  | 51,02 |
|                                                | Женское население                              | 4456                                           | Процент женского населения, %                  | 48,98 |
| Плотность населения, чел/км²                   | Плотность населения, чел/км²                   | Плотность населения, чел/км²                   | Плотность населения, чел/км²                   | 26,93 |
| Население муниципалитета в % к населению штата | Население муниципалитета в % к населению штата | Население муниципалитета в % к населению штата | Население муниципалитета в % к населению штата | 0,29  |

По данным оценки 2016 года, население муниципалитета составляет 9597 жителей.

## История
Город основан 5 декабря 1962 года.

## Статистика
- Валовой внутренний продукт на 2003 год составляет 9 837 337 реалов (данные: Бразильский институт географии и статистики).
- Валовой внутренний продукт на душу населения на 2003 год составляет 1318,32 реалов (данные: Бразильский институт географии и статистики).
- Индекс развития человеческого потенциала на 2000 год составляет 0,635 (данные: Программа развития ООН).

## География
Климат местности: тропический.